# Sebastian Vrancx
Sebastian Vrancx lub Sebastaen Vranckx (ochrz. 22 stycznia 1573 w Antwerpii, zm. 19 maja 1647 tamże) – flamandzki malarz barokowy.

## Życiorys
Pierwsze nauki pobierał w pracowni Adama van Noort. W latach 1596–1600 odbył podróż do Włoch, gdzie praktykował m.in. u zamieszkałego w Rzymie antwerpskiego malarza Paula Brila. W tym okresie wykonał sceny figuralne wzorowane na stylu Brila i Brughla starszego: Rzeź niewiniątek, Przejście przez Morze Czerwone. 
W 1600 został przyjęty mistrz (wijnmeester) do antwerpskiej gildii św. Łukasza, w latach 1610–1611 pełnił tam funkcję dziekana. W 1611 został też członkiem Fraterni św. Piotra i Pawła. Był członkiem izby retorów De Violierem, dla których wykonał szereg obrazów ilustrujących utwory literackie.
W 1612 roku ożenił się z córką bogatego handlarza sztuką.

## Twórczość
Tematem jego prac były głównie sceny batalistyczne: malował potyczki kawalerii, pościgi, kawalkady, obozowiska. Dla innych artystów w ich obrazach malował figuralne partie. Polski historyk sztuki prof. Antoni Ziemba na temat jego stylu pisał: 

Malowane (obrazy) z nerwem i werwą dramaturgiczną, pełne raptownego ruchu, umieszczone w tradycyjnym leśnym lub równinnym pejzażu, "uciekającym" w głąb, efektowne w brunatnawej tonacji ożywionej złotawymi żółcieniami, nasyconymi czerwieniami, żywymi błękitami i zieleniami (...) W późniejszych pracach (...) ujednolicił przestrzeń w logiczną spokojną panoramę, równomierniej rozkładał grupy figurek. W dziełach z ok. 1625-1647 sceny figuralne zdominowane zostały przez wyobrażenie szerokiej przestrzeni a postacie koni i jeźdźców nabrały rysu wytwornego, "arystokratycznego" wizerunku, wyodrębniającego się z tła i z tłumu innych figur

Naśladowcami jego stylu, głównie przedstawianych kawaleryjskich potyczek, byli m.in. Adam Frans van der Meulen, Peeter Snayers, Pauwels van Hillegaert. Prócz scen batalistycznych malował również sceny rodzajowe o tematyce wiejskiej (jarmarki, festyny, zebrania wieśniaków), pejzaże i sceny alegoryczne oraz przedstawienia związane z fantazyjną architekturą pałacową. Jego uczniem i współpracownikiem był Peeter Snayers.